# Margaretha van Brabant (-1231)
Margaretha van Brabant (ca. 1190 - 1231) was een dochter van hertog Hendrik I van Brabant en Mathilde van Boulogne.
In januari 1206 trouwde zij met Gerard III van Gelre, waarbij Margaretha als huwelijksgeschenk het graafschap Rode ontving. Uit het huwelijk werden de volgende kinderen geboren:
- Margaretha (ca. 1210 - ca. 1250), verloofd met Dirk II van Valkenburg, daarna getrouwd met graaf Willem IV van Gulik (1210-1278)
- Otto II (ca. 1215 - 1271)
- Hendrik (ca. 1215 - 1285), prins-bisschop van Luik
- Richardis, eveneens gehuwd met graaf Willem IV van Gulik.

Samen met haar man stichtte zij rond 1218 de Munsterabdij in de Opper-Gelrese stad Roermond.
Margaretha overleed in 1231, kort na haar man, en werd begraven in de abdijkerk van Roermond, waar het praalgraf van beiden nog steeds tot de verbeelding spreekt.

## Voorouders
| Voorouders van Margaretha van Brabant | Voorouders van Margaretha van Brabant                                         | Voorouders van Margaretha van Brabant                                         | Voorouders van Margaretha van Brabant                                          | Voorouders van Margaretha van Brabant                                          | Voorouders van Margaretha van Brabant                                     | Voorouders van Margaretha van Brabant                                     | Voorouders van Margaretha van Brabant                                      | Voorouders van Margaretha van Brabant                                      |
| ------------------------------------- | ----------------------------------------------------------------------------- | ----------------------------------------------------------------------------- | ------------------------------------------------------------------------------ | ------------------------------------------------------------------------------ | ------------------------------------------------------------------------- | ------------------------------------------------------------------------- | -------------------------------------------------------------------------- | -------------------------------------------------------------------------- |
| Overgrootouders                       | Godfried II van Leuven (1105-1142) ∞ 1139 Lutgardis van Sulzbach (1115-1163)  | Godfried II van Leuven (1105-1142) ∞ 1139 Lutgardis van Sulzbach (1115-1163)  | Hendrik II van Limburg (1110-1167) ∞ 1136 Mathilde van Saffenburg (±1113–1145) | Hendrik II van Limburg (1110-1167) ∞ 1136 Mathilde van Saffenburg (±1113–1145) | Diederik van de Elzas (1100-1168) ∞ 1139 Sybille van Anjou (1116–1165)    | Diederik van de Elzas (1100-1168) ∞ 1139 Sybille van Anjou (1116–1165)    | Stefanus van Engeland (1096-1154) ∞ 1125 Mathilde van Boulogne (1105-1151) | Stefanus van Engeland (1096-1154) ∞ 1125 Mathilde van Boulogne (1105-1151) |
| Grootouders                           | Godfried III van Leuven (1140-1190) ∞ 1155 Margaretha van Limburg (1135-1172) | Godfried III van Leuven (1140-1190) ∞ 1155 Margaretha van Limburg (1135-1172) | Godfried III van Leuven (1140-1190) ∞ 1155 Margaretha van Limburg (1135-1172)  | Godfried III van Leuven (1140-1190) ∞ 1155 Margaretha van Limburg (1135-1172)  | Mattheüs I van de Elzas (1138-1173) ∞ 1150 Maria van Boulogne (1136-1182) | Mattheüs I van de Elzas (1138-1173) ∞ 1150 Maria van Boulogne (1136-1182) | Mattheüs I van de Elzas (1138-1173) ∞ 1150 Maria van Boulogne (1136-1182)  | Mattheüs I van de Elzas (1138-1173) ∞ 1150 Maria van Boulogne (1136-1182)  |
| Ouders                                | Hendrik I van Brabant (1160-1235) ∞ Mathilde van Boulogne (±1161–1210)        | Hendrik I van Brabant (1160-1235) ∞ Mathilde van Boulogne (±1161–1210)        | Hendrik I van Brabant (1160-1235) ∞ Mathilde van Boulogne (±1161–1210)         | Hendrik I van Brabant (1160-1235) ∞ Mathilde van Boulogne (±1161–1210)         | Hendrik I van Brabant (1160-1235) ∞ Mathilde van Boulogne (±1161–1210)    | Hendrik I van Brabant (1160-1235) ∞ Mathilde van Boulogne (±1161–1210)    | Hendrik I van Brabant (1160-1235) ∞ Mathilde van Boulogne (±1161–1210)     | Hendrik I van Brabant (1160-1235) ∞ Mathilde van Boulogne (±1161–1210)     |
| Margaretha van Brabant (1190-1231)    |                                                                               |                                                                               |                                                                                |                                                                                |                                                                           |                                                                           |                                                                            |                                                                            |